# 자력구제권
자력구제권(自力救濟權)이란 민법상 인정되는 권리로 자신의 권리를 보전하기 위하여 국가기관의 구제를 기다릴 여유가 없는 경우, 권리자가 자력으로써 구제하는 행위를 뜻한다. 직접점유자는 물론 점유보조자도 자력구제권이 있으나 간접점유자에게는 자력구제권이 없다.

## 종류
- 자력방위권:점유자가 점유를 부정히 침탈하거나 방해하는 것에 대하여 자력으로 방위할 수 있는 권리를 말한다.
- 자력탈환권:점유물을 침탈되었을 때 부동산일 경우는 가해자를 배제하여 이를 탈환하고, 동산일 경우에는 가해자를 현장에서 추적하여 탈환할 수 있는 권리를 말한다.

## 조문
민법 제209조(자력구제) ①점유자는 그 점유를 부정히 침탈 또는 방해하는 행위에 대하여 자력으로써 이를 방위할 수 있다.
②점유물이 침탈되었을 경우에 부동산일 때에는 점유자는 침탈후 즉시 가해자를 배제하여 이를 탈환할 수 있고 동산일 때에는 점유자는 현장에서 또는 추적하여 가해자로부터 이를 탈환할 수 있다.

## 같이 보기
- 점유권